# Regne de Cuix
|  | Per la ciutat de l'Alt Egipte vegeu Kus |

El Regne de Cuix (sovint apareix com a Kuš, Kuix o fins i tot Kush) fou un antic regne africà situat a la confluència del Nil Blau, el Nil Blanc i el riu Atbara, en el territori que és ara la República del Sudan.
Fundat després del col·lapse de l'edat del bronze i la desintegració de l'Imperi nou d'Egipte, se centra a Napata en la seva fase primerenca. Després que el rei Kashta ("el cuixita") envaís Egipte en el segle viii aC, els reis cuixites governaren com a faraons de la dinastia XXV durant un segle, fins que van ser expulsats per Psamètic I el 656 aC.
Durant l'antiguitat clàssica, la capital imperial cuixita estava a Mèroe. Al principi de la geografia grega, el Regne meroític era conegut com a Etiòpia. El Regne de Cuix amb la seva capital a Mèroe va persistir fins al segle iv, quan es va afeblir i es va desintegrar a causa de revoltes internes.
Al segle i, la capital cuixita va ser capturada posteriorment per la dinastia de Beja, que va intentar reviure l'imperi. La capital cuixita fou finalment capturada i cremada fins als fonaments pel Regne d'Axum. Després de la caiguda de l'Imperi cuixita, van sorgir diversos estats en els seus antics territoris, entre aquests Núbia.

## Prehistòria
Simplificadament, es considera que el terme Núbia és la designació per al nord del Sudan. La zona limita al nord amb Egipte, i els destins dels dos països estan estretament vinculats. Núbia és rica en recursos naturals, especialment en or, cosa que constitueix una de les primeres preocupacions dels egipcis, que ambicionaven explotar aquests recursos. Els textos egipcis ens parlen diverses vegades, des del primerenc rei dinàstic Menes (Aha), d'incursions i expedicions, però només durant el Regne Mitjà (ca. 2000-1700 aC) Núbia fou conquerida (des de la primera a la segona cascada) per Egipte. Des de Mentuhotep II, hi ha testimonis de campanyes i des de Senusret I es pot detectar la conquesta. En relació amb el 18è any de govern de Senusret I, en què va conduir una campanya a Núbia, s'esmenta per primer cop el terme Cuix per a Núbia. Al segon període intermedi (ca. 1700-1550 aC), els egipcis van tornar de nou a la província i per primer cop van perdre Núbia amb la cultura de Kerma com a configuració estatal unificada. Aquest estat va ser destruït al voltant del 1550 aC, amb la conquesta de Núbia pels egipcis.

## Núbia a l'Imperi nou
En l'Imperi nou d'Egipte (aproximadament 1550-1080 aC), Núbia era, fins a la quarta cascada del Nil, una província egípcia. Sobretot al nord del país, es va produir una forta influència cultural egípcia. Núbia era governada per un funcionari, el virrei de Cuix, que tenia la seva seu a Aniba i només el rei hi estava subordinat. El destí de Núbia després de la caiguda de l'Imperi nou egipci és controvertit. Hi ha indicis que, almenys formalment, Núbia i Egipte encara eren un, però no és clar fins ara en la recerca com es va arribar, pels volts del 750 aC, a la formació d'un nou estat.

## Exploració del Regne de Cuix

### Tres fases de l'exploració

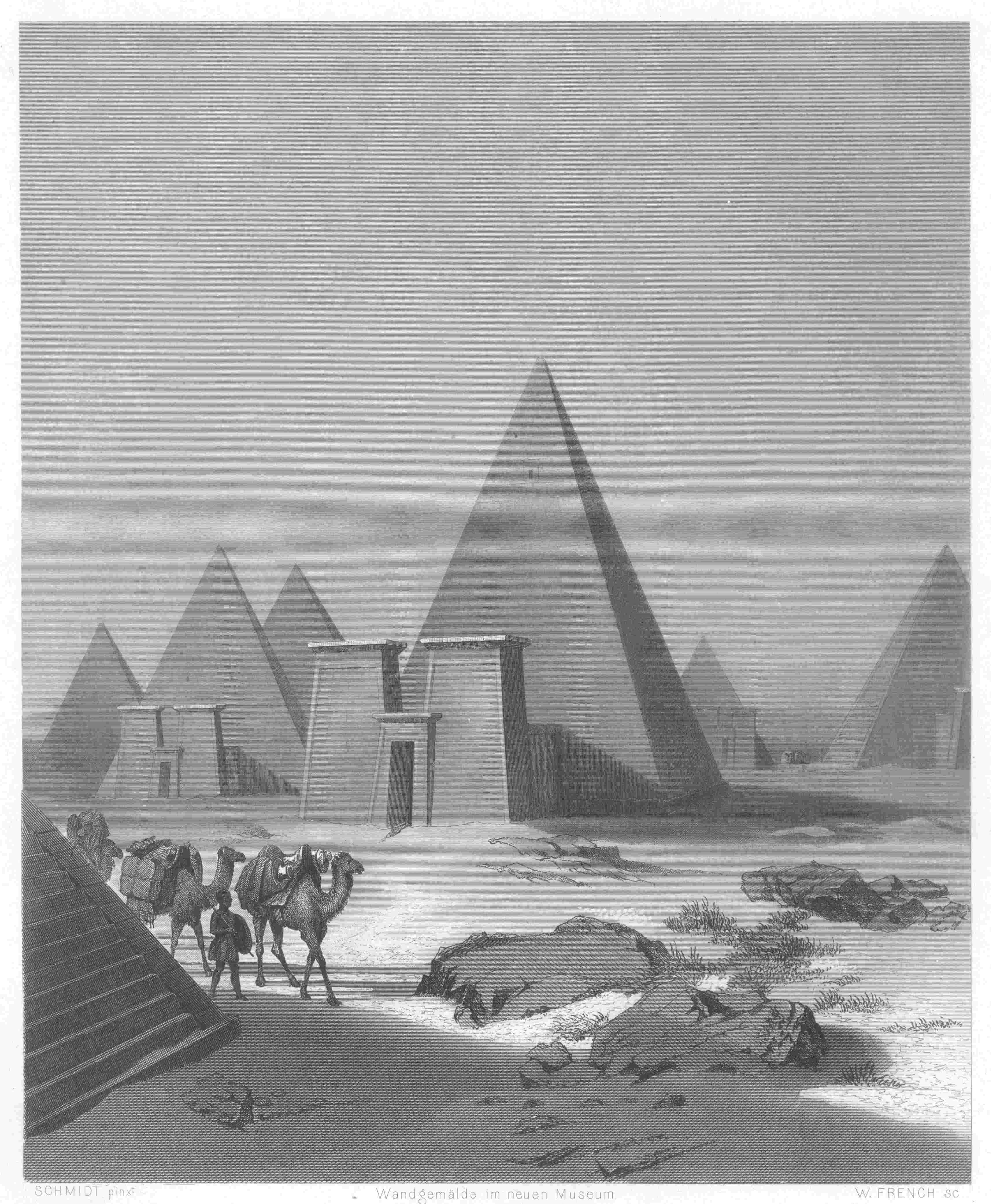
Pintura romàntica de les piràmides de Mèroe a l'any 1850 d'acord amb informes de l'expedició Lepsius

L'exploració de Núbia es pot dividir en tres fases. A la primera meitat del segle xix, alguns europeus van viatjar al Sudan, van informar sobre les ruïnes i també van portar alguns artefactes a Europa. Cal esmentar aquí, especialment Giuseppe Ferlini, que va devastar moltes de les piràmides de Mèroe a la recerca de tresors i va trobar el tresor de la reina Amanishakheto. L'expedició de Lepsius registrà, va descriure i va publicar el primer de tot un seguit de llocs de troballes, temples i piràmides. Documentà molts dels temples que actualment estan destruïts, de manera que aquests registres són encara de gran importància.
Al començament del segle XX es va endegar una segona fase d'excavacions a Núbia. Això fou reforçat particularment per la creació de la resclosa d'Assuan a Egipte el 1902, ja que aquestes localitats estaven amenaçades de desaparèixer sota l'aigua per sempre. Hi va haver una sèrie d'indrets de troballes, sobretot a Núbia, però també es va excavar sistemàticament a Mèroe (per John Garstang). Durant aquesta època, es va desxifrar l'escriptura meroítica (per Francis Llewellyn Griffith), tot i que l'idioma era incomprensible. En els anys 20, George Reisner va excavar sistemàticament totes les tombes dels reis de Núbia i va crear, per primer cop, una llista dels reis.

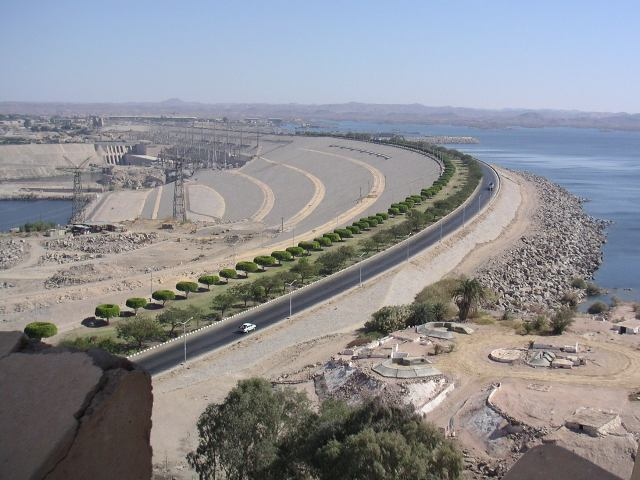
Resclosa d'Assuan

Va continuar un renovat interès per Núbia fins al final dels anys 50 i als anys 60 de segle xx. Però la gran resclosa d'Assuan amenaçava de fer desaparèixer per sempre sota l'aigua molts jaciments de Núbia, i per aquest motiu es va endegar una campanya arqueològica internacional a gran escala a Núbia, i es van excavar molts jaciments meroítics.
L'exploració de Núbia ha estat durant molt de temps un tema menor en el si de l'egiptologia. Només en les últimes dècades, algunes institucions s'han centrat en el descobriment de Núbia, entre les quals cal esmentar especialment la Universitat Humboldt de Berlín (i el seu departament d'Arqueologia i Història Cultural del nord-est d'Àfrica Arxivat 2012-05-23 a Wayback Machine.), i París, on es recullen de manera sistemàtica tots els textos meroítics.

### Les incerteses de les dades
La història de Núbia presenta nombrosos problemes als investigadors. Atès que els primers reis van governar Egipte parcialment, són relativament ben coneguts. El seu ordre i cites no representa un problema. Quant als governants posteriors, fins ara només han estat testimoniats a Núbia. No hem rebut llistes de reis nubians que ens puguin proporcionar un marc cronològic. Per tant, l'ordre i nombre dels governants és molt incert. George Reisner, que va excavar les piràmides de Núbia, va elaborar una llista inicial de reis de Núbia. Va examinar la ubicació i la mida de les piràmides i va calcular a partir d'aquestes la seqüència i la longevitat dels governants, amb la presumpció que els antics governants van triar per a les seves piràmides les millors ubicacions en un cementiri, mentre que els últims governants triarien llocs on hauria estat més complicat de construir. Una gran piràmide s'interpretava com un llarg regnat, una petita piràmide com un regnat. Aquestes classificacions són molt controvertides en la investigació actual. De fet, hi ha moltes piràmides que no se sap a qui pertanyen; a més, una gran piràmide no indica necessàriament un llarg regnat o una petita piràmide no indica necessàriament un curt regnat. Dels governants, només ens han arribat unes poques dades sobre els anys en què varen governar. Poques vegades es testimonien les relacions dels governants que, al seu torn, asseguren una successió de reis (Aspelta és citat, per exemple, com el fill de Senkamanisken i germà d'Anlamani).
Només hi ha tres punts de referència cronològics de la història de Núbia, però la qüestió també resta oberta:
1. El 593 aC, l'antic rei egipci Psamètic II endegà una expedició a Núbia. Aquesta expedició es va produir, possiblement, durant el regnat d'Aspelta.[2]
2. El rei Ergamenes és citat en les fonts gregues i podria haver estat un contemporani de Ptolemeu II.[3]
3. Teqorideamani va regnar l'any 253.[4]

### Extensió
És difícil determinar, per als investigadors actuals, quins eren els límits de l'imperi cuixita. La frontera al nord d'Egipte es va situar probablement a la rodalia de la segona cascada, i es va moure diverses vegades al llarg dels anys. Així com a Egipte els Ptolomeus van governar principalment als segles de la nostra era, també fou així sovint més al nord. Qasr Ibrim fou, durant el govern d'August, el punt més al sud de l'Imperi romà, però més tard es va traslladar a la frontera del nord. La frontera sud del regne és molt més difícil de determinar. La troballa més meridional d'un objecte a Núbia prové de Kosti, al Nil Blanc. Els límits est i oest del regne són encara més difícils de determinar. Al desert hi vivien principalment nòmades, que en la seva major part eren probablement independents.

## Esdeveniments històrics

### Fase napatea

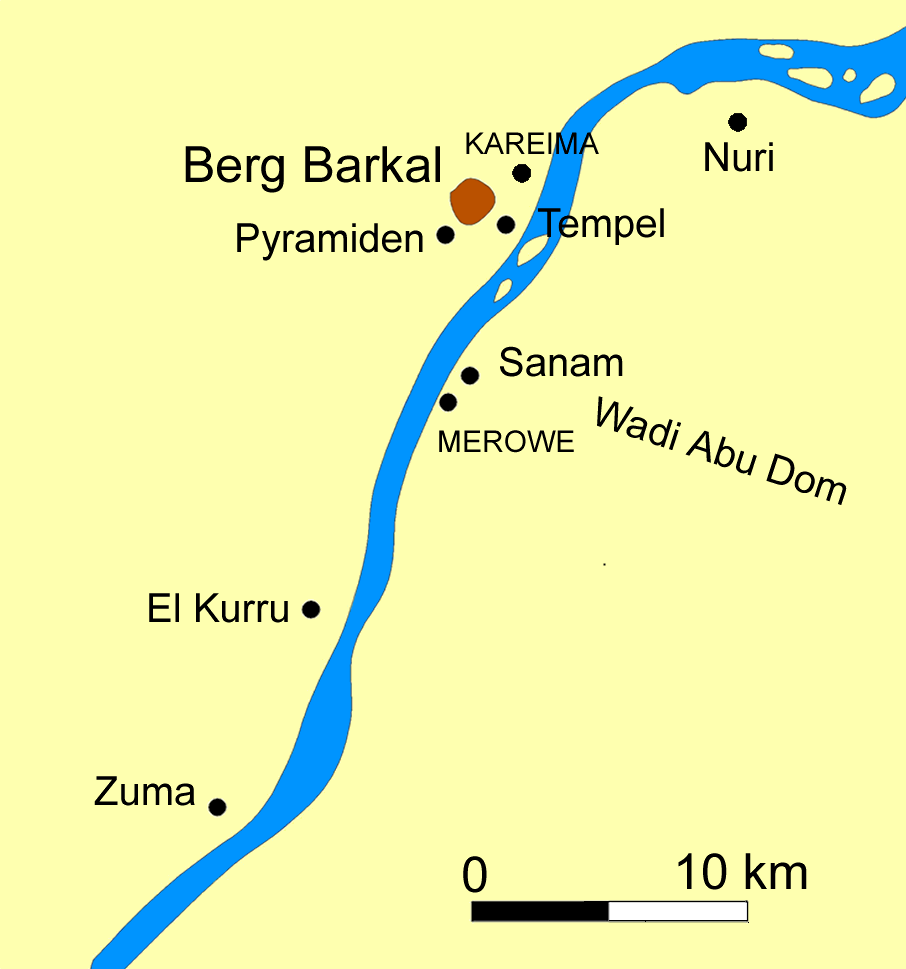
Napata a la muntanya Barkal i els seus voltants

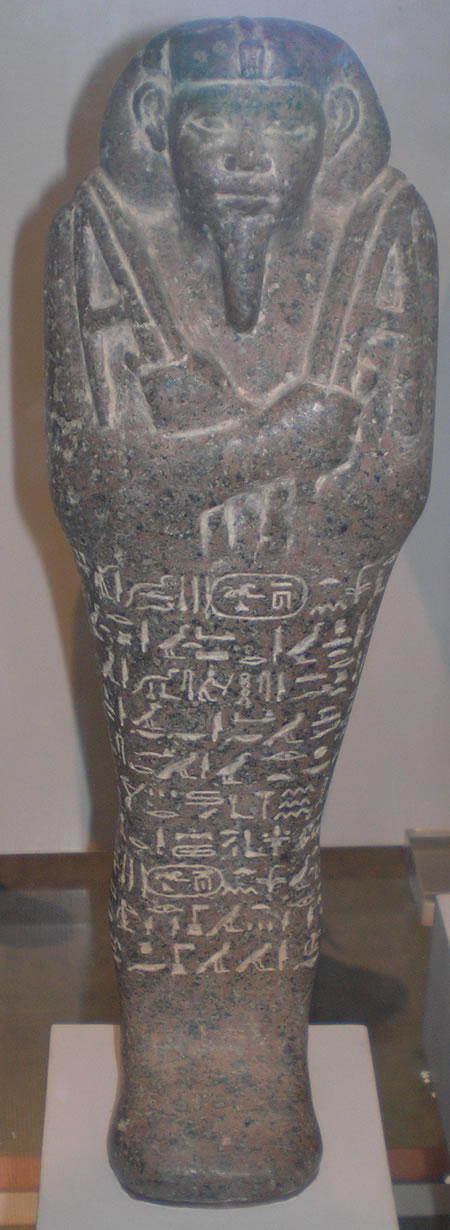
Uixebti de Taharqa, Museu britànic, Londres

Pel volts de l'any 750 aC (possiblement des del 1000 aC), prínceps nubians fundaren en l'àrea de Karima un estat, el nom egipci del qual era Cuix i es va expandir ràpidament. Un rei, de nom Alara, apareix en fonts posteriors com a avantpassat. Poc després d'ell, al voltant del 700 aC, hi hagué intents de conquerir Egipte. El rei Kashta, el successor d'Alara, sembla haver conquerit les parts meridionals de l'Alt Egipte. El seu successor, Piankhi, hauria conquerit posteriorment tot el país en una campanya, però sembla que no va afermar aquest domini. Això només ho podria aconseguir el seu successor. Egipte, en aquest moment, es va dividir en diversos regnes més petits, de manera que podria oferir poca resistència.
Els reis nubians van governar com a dinastia XXV d'Egipte; la naturalesa d'aquest govern és controvertida en la investigació. L'Alt Egipte va estar, sens dubte, en la seva major part, sota un sòlid domini de Núbia, però per al Baix Egipte, això no és tan segur. Especialment Taharqa va desenvolupar a Egipte una extensa activitat constructiva, i es reconeix com a faraó en les fonts contràries. No obstant això, la capital n'era Napata, a Núbia, on van ser enterrats els prínceps nubians a les piràmides. Pels volts del 660 aC, Egipte va esdevenir, amb l'ajuda assíria, independent de Núbia. No obstant això, la casa reial cuixita continua predominant al sud d'Egipte. Tanutamon va ser l'últim sobirà regnant a Egipte.
L'ordre i la cronologia aproximada dels quatre governants (Atlanersa, Senkamanisken, Anlamani, Aspelta), que va regnar només a Núbia, estan assegurats. Aquests estan ben documentats per diversos monuments i s'han relacionat l'un amb l'altre. D'Aspelta (aproximadament 593-568 aC), fins i tot hi ha diverses inscripcions llargues que ens mostren diferents esdeveniments del seu regnat. El governant va estar possiblement involucrat en una lluita amb Egipte. La cultura de Núbia, almenys a la cort, encara era purament egípcia en aquest moment. Els reis de Núbia va actuar com a reis egipcis, encara que ja no dominaven el país.
Del rei Aspelta, se'n sap molt poc. La majoria dels governants dels segles V i VI aC estan testimoniats en pocs monuments; sovint només les piràmides dels reis i el nom d'un governant han arribat fins als nostres dies. Egipte en aquest moment era part de l'Imperi aquemènida, i es pot suposar que el comerç amb el veí del nord, que sens dubte sempre va tenir un paper important, va arribar en gran manera a la seva fi, un fet que alhora va tenir un gran impacte en la prosperitat de Núbia. Sota el rei persa Cambises, segons Heròdot, s'hauria produït un intent de sotmetre Núbia per part de l'Imperi persa. Segons suggereix Heròdot, la campanya va fracassar, però la interpretació de les troballes arqueològiques suggereix que els perses, almenys al nord de Núbia, van poder obtenir alguns èxits.
Des del final del segle v aC, Núbia sembla estar recuperant forces. Almenys hi ha un augment de les construccions per part dels governants, i trobem diverses inscripcions en el temps (vegeu: Irike-amanote, Nastasen, Harsiotef) que ens informen de diferents esdeveniments. Mentrestant, Mèroe n'havia esdevingut la capital, tot i que els governants van continuar sent enterrats al nord (Nuri). Harsiotef tingué un llarg regnat d'almenys 35 anys. S'informa, igualment, de les lluites d'altres governants contra els nòmades que amenaçaven el regne, així com del seu viatge de coronació que va haver de fer al principi del govern a tots els temples importants del país, per visitar i obtenir l'acord dels déus locals. Les inscripcions d'aquest i dels altres governants estan escrites en jeroglífics egipcis, però s'observa sempre que el coneixement de la llengua i l'escriptura s'havien perdut. Els textos de l'Aryamani en dues esteles amb prou feines es poden llegir.

### Fase meroítica

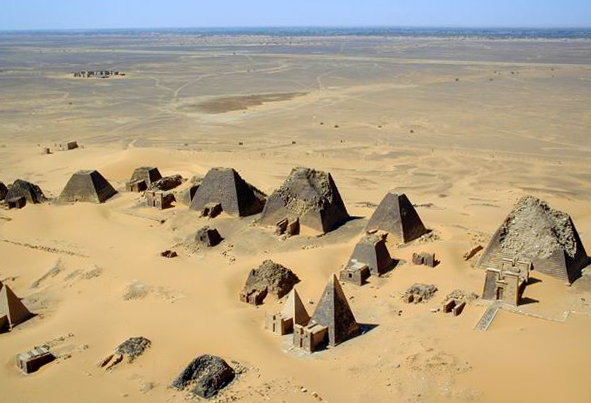
Vista aèria de les piràmides nubianes a Mèroe el 2001

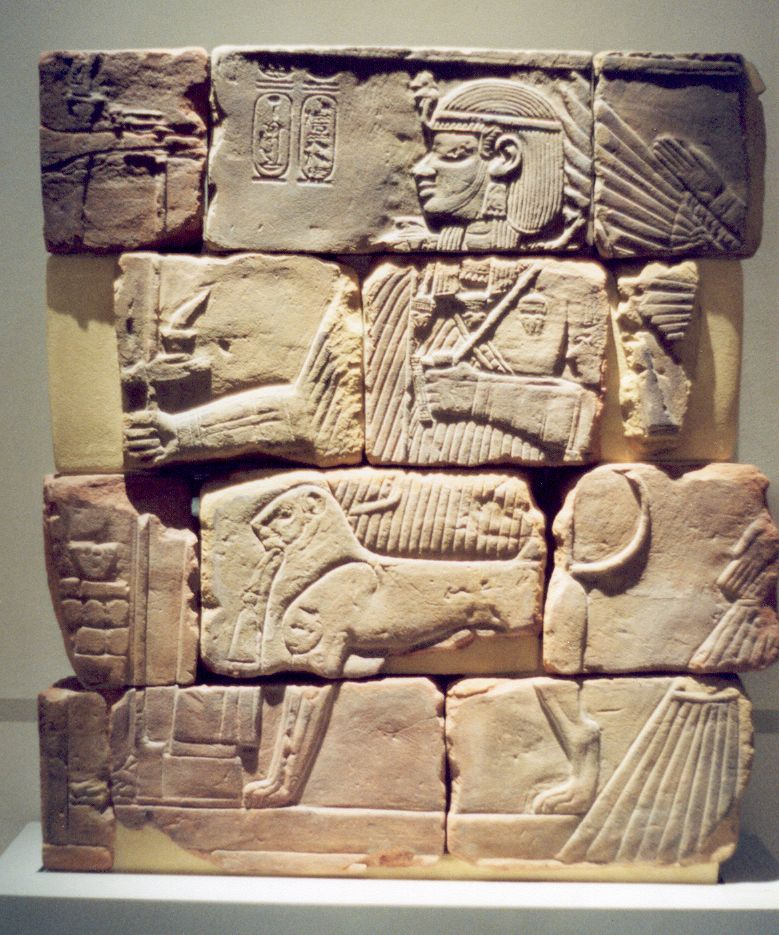
Relleu de la capella piramidal d'Amanitenmomide a Mèroe

Ergamenes (Arkamani) (c. 280 aC) és el primer governant que s'inclou en el període meroitic. És un dels pocs reis que és mencionat per un autor clàssic, en el present cas Diodor de Sicília. Diodor ens diu que Ergamenes havia rebut coneixements de filosofia grega, i que havia rebutjat els sacerdots. Segons Diodor, de fet va ser per aquest costum previ que els sacerdots van decidir que el rei havia de morir. Ergamenes va resistir aquest complot, i amb un exèrcit va derrotar i va massacrar els sacerdots.
No es pot dir del cert si aquesta història és vertadera, però en realitat sembla que amb Ergamenes va començar una nova era. Tot i que Mèroe va ser probablement una antiga capital de Cuix, Ergamenes és el primer governant que també va construir la seva piràmide allà i va ser enterrat allà.
Dels següents reis, no se'n sap gaire, i la investigació només coneix dades de les seves piràmides. Arnekhamani, que potser va governar pels volts del 220 aC, va construir un gran temple a Massawarat. És evident que la cultura es va inclinar més pels models egipcis; l'art i la cultura meroítica sempre van ser africans, però també tenen elements hel·lenístics. També hi ha indicis que es va produir una acció militar de Cuix contra l'Egipte ptolemaic i fins als territoris conquistats a Núbia. Dels reis Adikhalamani i Ergamenes, hi ha testimonis en els treballs de construcció del temple, cosa que demostra que aquesta zona estava sota el control, almenys temporalment, de Núbia.
Sota el regnat de la primera ocupació, trobem la reina meroítica Shanakdakhete, la primera datable que testimonien les inscripcions meroítiques. Com a conseqüència, sovint, també troben reines al capdavant del govern, com ara Amanirenes o Amanishakheto. La reina Candaces s'esmenta diverses vegades en els textos antics, i els autors antics aparentment mantenen el títol de reina com si fos un nom propi. De tota manera, hi ha reines com Amanitores que sovint van tenir un gran impacte. El tresorer de Candaces (probablement Amanitore) és esmentat en la Bíblia, quan és batejat com a cristià per Felip, segons els Fets.
En els anys 24/25 aC, hi va haver un conflicte militar amb Roma. L'emperador romà August van enviar tropes per conquerir la terra de Núbia. L'antiga capital meroítica de Napata fou greument danyada pels romans i saquejada durant la guerra. Les tropes van destruir també altres ciutats, però van ser derrotades pels nubians. En aquest moment sembla que regnava Amanirenes, que hauria decidit de fer commemorar la seva victòria amb dos pilars. Els textos estan escrits en meroític, però lamentablement encara és, en gran part, incomprensible, i sembla que només es poden entendre paraules claus com "Roma". Poc després, es va produir un nou auge econòmic i cultural. La reina Amanishakheto està ben testimoniada per inscripcions en tot el país. El rei Natakamani, ja en la nostra era, i la reina coregenta, Amanitore són coneguts en tot el país pels edificis del temple. La seva cultura superior i el seu ramificat comerç de caravanes amb Egipte, península Aràbiga, etc., probablement va proporcionar a l'estat de Mèroe la seva grandària i poder.
Els reis del segle I al segle segle iii de la nostra era estan sovint mal testimoniats. Sovint, es coneixen només per les seves piràmides, que són sempre menys en aquest moment. Això sovint s'ha interpretat com un declivi continuat de l'Imperi meroític. Però l'absència d'inscripcions reials pot haver tingut altres raons, per exemple, que cada vegada eren menys els temples construïts amb estil egipci, i que les piràmides ja no es consideraven importants. Aquests temples i piràmides, però, constituïen la més completa informació proporcionada prèviament per al seu regne. Alhora, Núbia va experimentar una florida especial. Molts cementiris amb alguns rics enterraments mostren una prosperitat general. Això pot estar en relació amb un ampli comerç amb l'Imperi Romà.
Els últims reis meroítics poden datar-se poc després del 300. L'enfonsament del Regne meroític és un fet que, per a nosaltres, encara es troba en la foscor dels temps. Hi ha un informe d'una legació nubiana a la cort de l'emperador Constantí, sota el qual l'imperi encara existia. Es creu que el rei etíop Ezana va conquerir Mèroe. Sembla que això és el que apareix, de fet, en una inscripció en la qual s'esmenta la presentació dels Kasu (= etíops?). Mèroe es troba també en les inscripcions d'Etiòpia (en grec antic), cosa que va ser interpretada com a testimonis d'una ocupació. La investigació recent és més cautelosa en aquest sentit. Ezana podria no haver vist mai Mèroe, i els seus informes són possiblement només un invent. Les identificacions que també s'esmenten en el seu informe sobre llocs i persones són molt insegures. Les relíquies etíops a Mèroe, finalment, poden ser botí, obtingut pels nubians a Etiòpia. El que sí que és cert és que l'imperi es va esfondrar al voltant del 350, i que van sorgir tres nous regnes a Núbia, Aloa, Makuria i Nobàtia, i que en part encara estaven fortament influenciats per la cultura meroítica. L'escriptura meroítica i l'idioma encara s'utilitzen durant algun temps, com ara la inscripció del rei Charamadoye, rei de Nobàtia, assignat al 410. Poc després d'aquesta inscripció, tanmateix, l'escriptura i l'idioma meroítics va ser substituïts per l'idioma i l'alfabet grec en les comunicacions escrites.

## Història temàtica del regne de Cuix

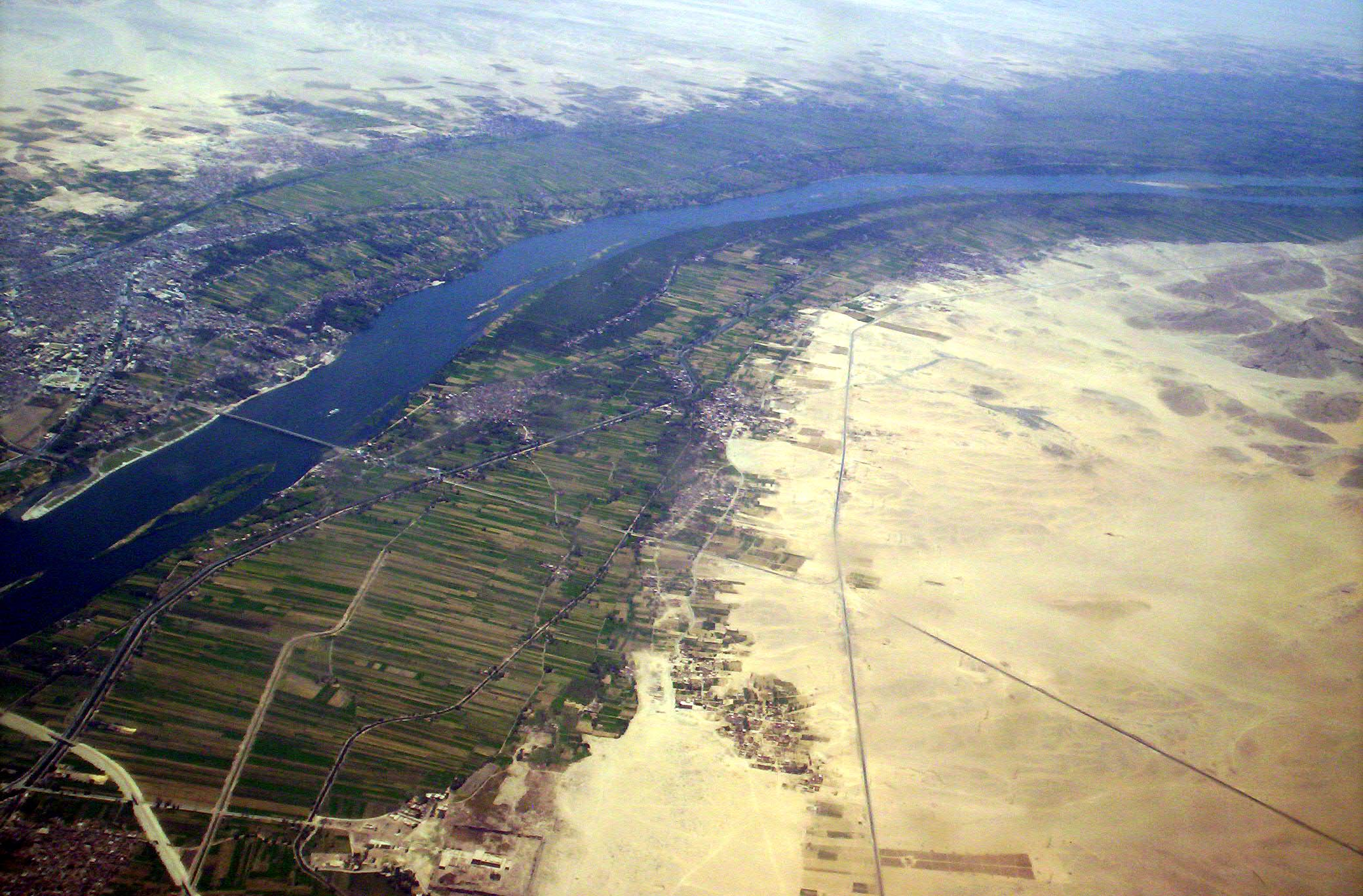
El Nil a Luxor, Egipte. A Núbia, la franja de terra de la fruita que hi ha a la vora del Nil, en general és molt més estreta

### Població
Els habitants del Regne de Cuix eren negres africans, no explícitament identificats amb diverses famílies lingüístiques. Alguns investigadors conclouen que parlaven llengües afroasiàtiques o d'altres de la família de les llengües niloticosaharianes. És probable suposar que es tractés d'una barreja de diferents tribus i pobles; almenys els jaciments de Núbia lluny de les grans ciutats mostren sovint fortes peculiaritats locals. Mentre que Núbia va ser fortament influenciada per la cultura egípcia i hel·lenística, especialment en els primers segles de la nostra era, hi ha llocs al sud basats en les cultures de l'Àfrica negra (per exemple, la de la muntanya Muya). En general, també s'assumeix que hi havia una relativament baixa densitat de població. S'especula que al llarg de Núbia hi havia prop de 60.000 habitants, i es calcula que Mèroe tenia entre 20.000 i 25.000 habitants, i Kawa entre 6.000 i 7.000 persones.
La franja de població de parla meroítica consistia només en un petit percentatge de la població total, cosa que al seu torn deixa en clar que el llenguatge meroític desapareixeria quan fos deposada la casa governant. L'escriptura sembla haver estat utilitzada en el temps napateu fins i tot al camp.

### La construcció de l'estat

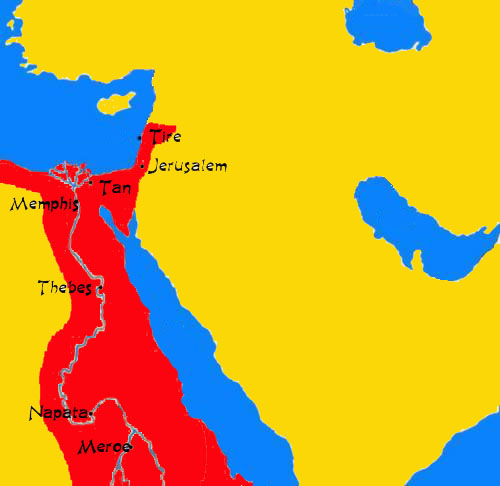
Imperi cuixita pels volts del 700 aC

Se sap relativament poc de la construcció de l'estat. Cuix va ser possiblement una societat teocràtica, dirigida per un sacerdot d'origen egipci (probablement, va tenir la seva seu al nord de Napata, la capital religiosa), que depenia del rei sagrat. L'oracle ordena el nomenament de cert sacerdot, les accions, i fins i tot la mort del rei.
En particular, les fonts escrites de l'època napatea es limiten gairebé en exclusiva al rei i la reina. El regne era conegut com a regnat ambulatori (reialesa itinerant). Tot i que sembla haver-hi hagut alguns llocs on la cort s'hi va estar durant un cert temps, sembla que no hi va haver una capital en el sentit modern del terme (una situació com la dels Kaiserpfalz al Regne franc i el començament del Sacre Imperi Romanogermànic). El governant sempre es va mantenir en els llocs on semblava més adient que hi fos. Les tribus i pobles individuals estaven subjectes al govern, però solien actuar més per relacions de vassallatge, mentre que només en alguns llocs hi havia un ferri control etíop.
La situació va canviar una mica en el període meroític. A partir d'aquest moment, també hi ha nombrosos monuments inscrits per particulars i funcionaris (especialment de Núbia), que també poden apuntar a una major propagació de les inscripcions i d'una major penetració de la cultura meroítica a les províncies. Núbia va ser així governada per successius governadors, diversos dels quals són coneguts pel seu nom. Sembla que en aquest moment Mèroe va esdevenir cada cop més una capital reial, encara que això pot ser enganyós. El sud del regne és encara molt poc conegut.

### Economia
Com en tots els antics estats, l'agricultura i el pasturatge eren els fonaments de l'economia. Núbia és dominada a una banda pel Nil, i a l'altra pel desert. El Nil és l'única font regular d'aigua, especialment al nord. Fins a la quarta cascada, la terra fèrtil era molt escassa a banda i banda del Nil. Només al territori de Kerma hi havia grans àrees de cultiu i, per tant, és probable que no sigui una coincidència que al voltant del 1700 aC sorgís el primer estat nubi. Just al sud, a la zona de Mèroe, hi havia prou precipitacions, cosa que permetia la irrigació basada en la pluja. La presència de nombrosos hafirs suggereix una sofisticada gestió de l'aigua, el funcionament de la qual, emperò, encara no s'entén completament. Es conreaven diversos cereals, i el nord estava ocupat per les vinyes. També es criava bestiar, especialment cabres i ovelles, ja que aquestes són molt frugals a l'hora de menjar.
Existeix una àmplia evidència del comerç amb Núbia, especialment amb l'exportació de matèries (ivori, or, i probablement esclaus). Especialment, es va trobar or en abundància en les tombes meroítiques, però l'origen exacte d'aquest or fins ara és desconegut. A Taharqa, s'ha demostrat que hi havia ferro, perquè es va trobar una punta de llança daurada d'aquest material en una tomba. A les muntanyes de Mèroe, Archibald Sayce va descobrir el 1912 unes escòries, la qual cosa induïa a creure que a Mèroe hi havia hagut un centre d'indústria africana del ferro africà. Sayce descriu la ciutat com "la Birmingham de l'antiga Àfrica" i va veure la cultura nubiana com a intermediària de ferro per a altres cultures africanes. No obstant això, els objectes de ferro no són gaire nombrosos en els jaciments arqueològics de Núbia, i el 1976 Hermann Amborn demostraria en un estudi que no hi va haver gaire metal·lúrgia a Núbia, per la qual cosa els residus provenen d'altres processos de producció, com metalls fèrrics, or, o fins i tot faiança. La producció d'atuells de ceràmica era una indústria important, i sobretot en el període meroític es pintaven sovint de manera fantasiosa.
Els productes acabats s'han trobat molt poques vegades fora de Núbia. Les importacions consistien bàsicament en articles de luxe. Les tombes meroítiques a Mèroe van ser adornades d'una manera més luxosa amb articles de producció grecoromana.

### Art

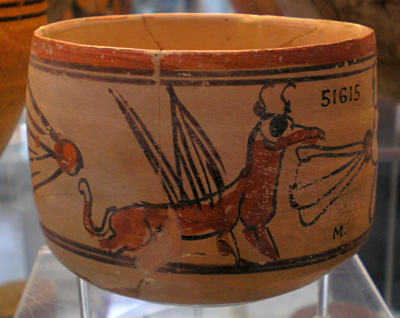
Al període meroític, va florir la producció de ceràmica. Aquí hi ha una olla de fang, que es va trobar a Faras (Londres, British Museum)

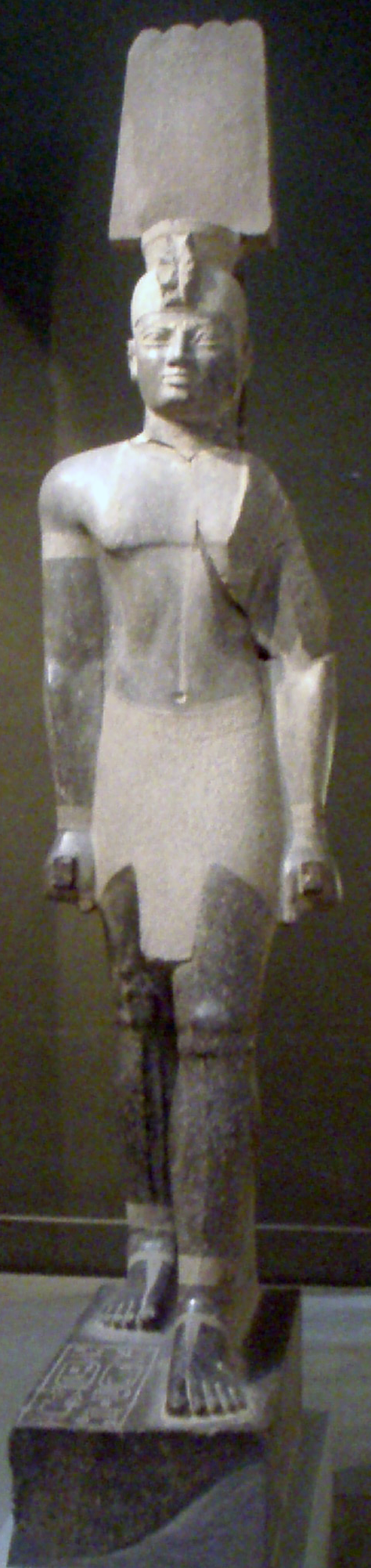
Estàtua colossal d'Aspelta

L'art en el Regne de Cuix va ser fortament influenciat per l'art egipci, però també va revelar certes particularitats. En la fase napatea, la influència del seu veí del nord és molt forta. Els temples i les estàtues s'assemblen clarament als models egipcis, tot i que les representacions en la imatge rodona i plana es vegin més plenes i més fortes, africanes d'alguna manera. Els governants i els seus familiars van ser enterrats en piràmides.
Taharqa va desenvolupar especialment a Núbia una gran activitat de construcció i erigí en llocs importants (Kawa, Sanam, Tabo) temples monumentals que són molt similars en el pla. En aquesta fase, gairebé tots els exemples de sofisticat art cuixita sorgiren en el cercle reial.
En el període meroític, s'observa un canvi lent, lluny dels models egipcis. A partir d'aquest moment, també hi ha exemples d'augment d'obres d'art privades, que potser podrien indicar un enfortiment de la burgesia. Els edificis del temple fora de la capital són ara sovint petits i es componen d'una o dues habitacions. Hi ha plantes, com el quiosc romà a Naga, que tenen la decoració arquitectònica hel·lenística, i també se seleccionen formes plàstiques més lliures. Exemples notables d'aquesta plasticitat són les estàtues de Ba que es van trobar a Núbia. Mostren els morts com un ocell amb cap humà. En aquest temps també es va pintar ceràmica.

## Reis de Cuix

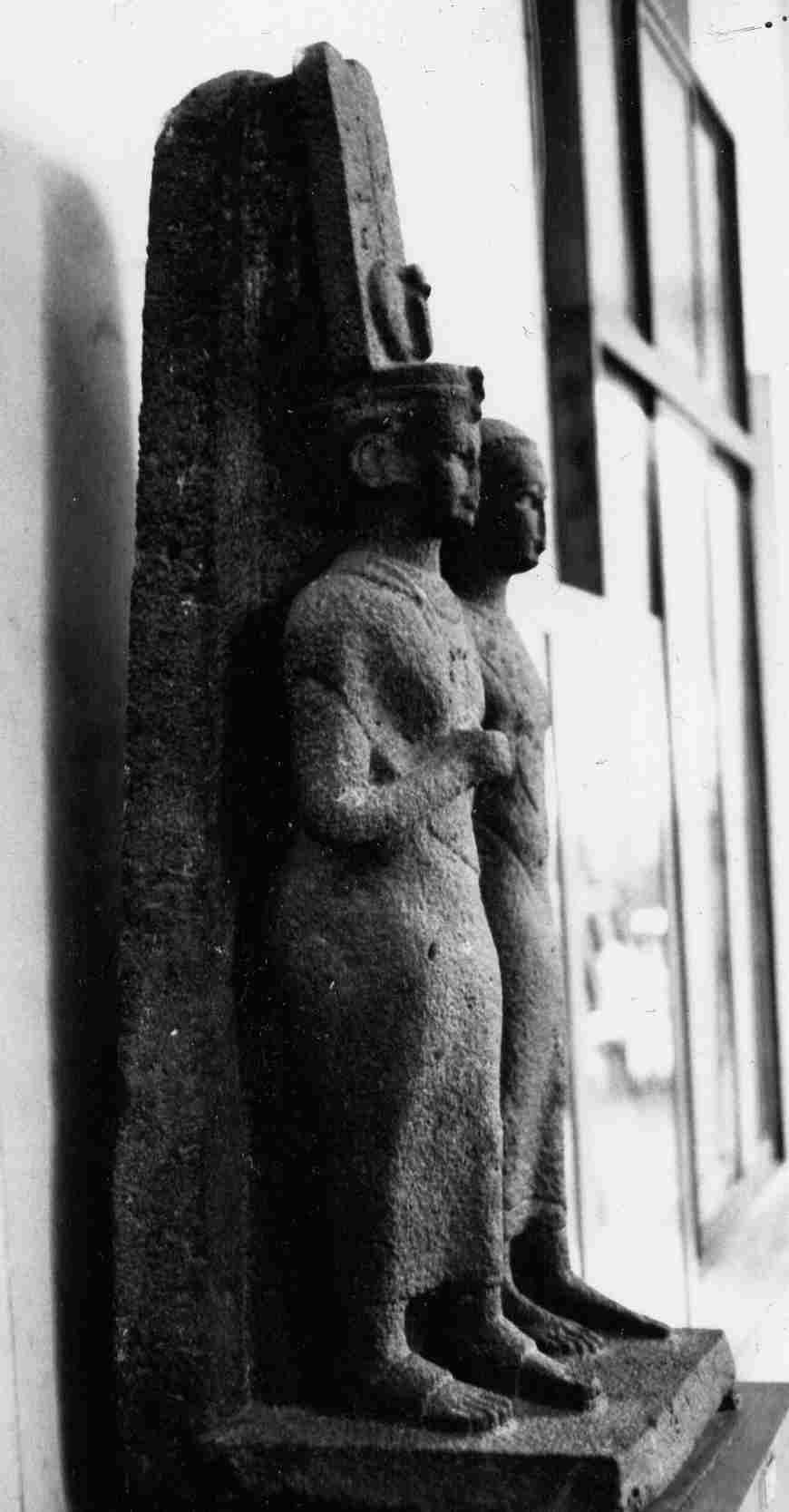
Estàtua d'una reina nubiana que probablement representa la coronació de la reina Shanakdakhete

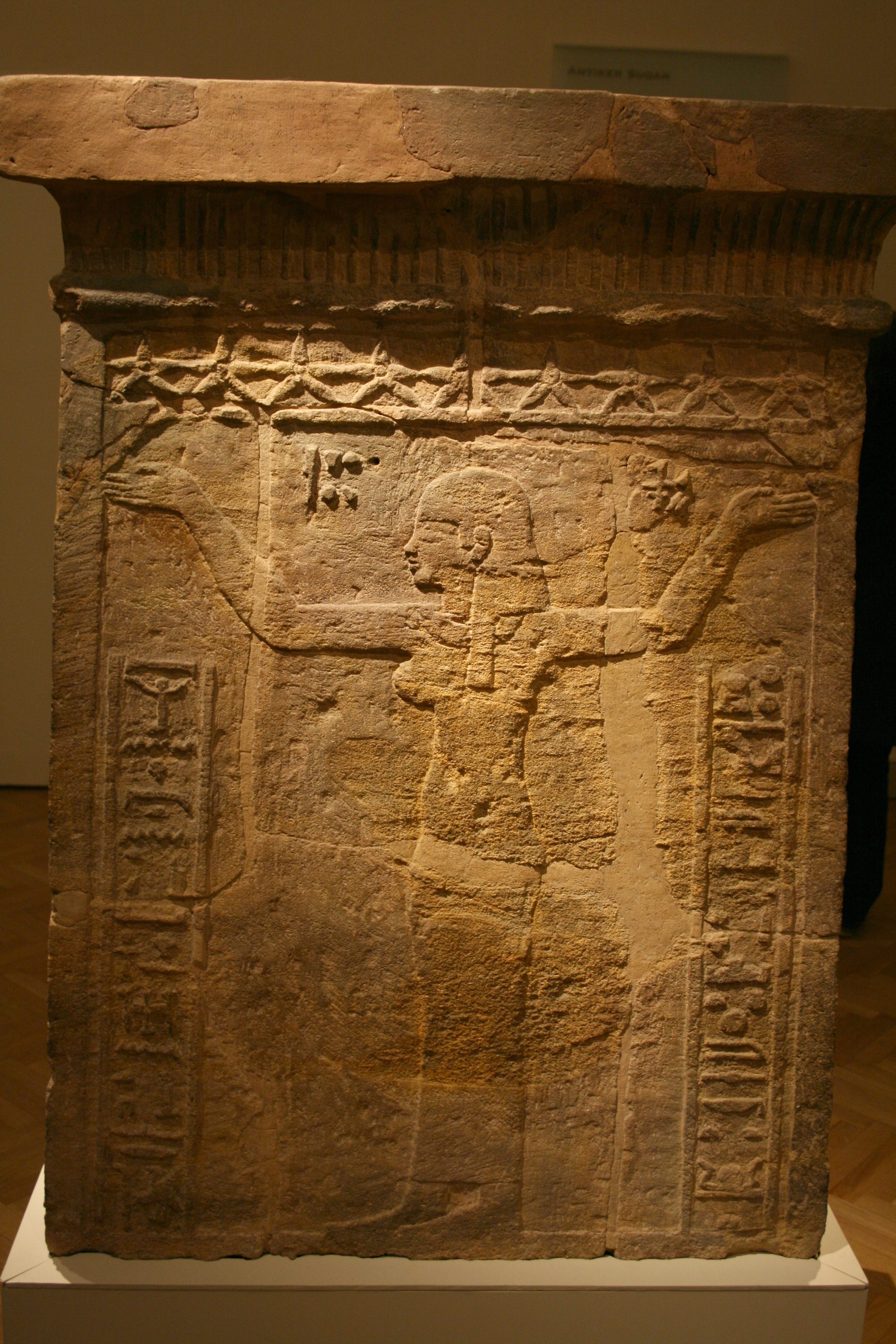
Barca pedestal trobada a Wad Ban Naga. Actualment exhibida al Museu Egipci de Berlín

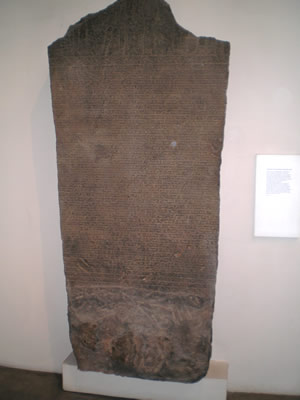
Estela d'Amanirenes

|                               |               |           |
| Nom                           | Inici         | Fi        |
| (Rei/s desconegut/s)          | 806 a. C. (?) | 775 a. C. |
| Alara                         | 775 a. C.     | 760 a. C. |
| Kashta                        | 760 a. C.     | 747 a. C. |
| Piankhi                       | 747 a. C.     | 716 a. C. |
| Shabaka                       | 716 a. C.     | 701 a. C. |
| Shebitku                      | 701 a. C.     | 690 a. C. |
| Taharqa                       | 690 a. C.     | 664 a. C. |
| Tanutamon                     | 664 a. C.     | 653 a. C. |
| Atlanersa                     | 653 a. C.     | 643 a. C. |
| Senkamanisken                 | 643 a. C.     | 623 a. C. |
| Anlamani                      | 623 a. C.     | 593 a. C. |
| Aspelta                       | 593 a. C.     | 568 a. C. |
| Amtalqa                       | 568 a. C.     | 555 a. C. |
| Malenaqen                     | 555 a. C.     | 542 a. C. |
| Analmaie                      | 542 a. C.     | 538 a. C. |
| Amani-nataki-lebte            | 538 a. C.     | 519 a. C. |
| Karkamani                     | 519 a. C.     | 510 a. C. |
| Amaniastabarqa                | 510 a. C.     | 487 a. C. |
| Siaspiqa                      | 487 a. C.     | 468 a. C. |
| Nasakhma                      | 468 a. C.     | 463 a. C. |
| Malewiebamani                 | 463 a. C.     | 435 a. C. |
| Talakhamani                   | 435 a. C.     | 431 a. C. |
| Arikamaninote                 | 431 a. C.     | 405 a. C. |
| Baskakeren                    | 405 a. C.     | 404 a. C. |
| Harsiiotef                    | 404 a. C.     | 369 a. C. |
| (Rei desconegut)              | 369 a. C.     | 350 a. C. |
| Akhratan                      | 350 a. C.     | 335 a. C. |
| Nastasen                      | 335 a. C.     | 310 a. C. |
| Amanibakhi (?)                | 310 a. C.     | 295 a. C. |
| Arkakamani                    | 295 a. C.     | 275 a. C. |
| Amanislo                      | 275 a. C.     | 260 a. C. |
| Reina Bartare                 | 260 a. C.     | 250 a. C. |
| Amani...tekha (?)             | 250 a. C.     | 235 a. C. |
| Arnekhamani                   | 235 a. C.     | 218 a. C. |
| Ergamenes (Arkamani)          | 218 a. C.     | 200 a. C. |
| Adikhalamani                  | 200 a. C.     | 185 a. C. |
| …iwal (?)                     | 185 a. C.     | 170 a. C. |
| Reina Shanakdakhete           | 170 a. C.     | 160 a. C. |
| (Rei desconegut)              | 160 a. C.     | 145 a. C. |
| Naqrisan (?)                  | 145 a. C.     | 120 a. C. |
| Taniidamani (?)               | 120 a. C.     | 100 a. C. |
| …khale (?)                    | 100 a. C.     | 80 a. C.  |
| …amani (?)                    | 80 a. C.      | 65 a. C.  |
| Amanikhabale                  | 65 a. C.      | 41 a. C.  |
| Reina Amanirenes              | 41 a. C.      | 12 a. C.  |
| Natakamani i reina Amanitores | 12 a. C.      | 12 d. C.  |
| Sherkarer                     | 12 d. C.      | 17 d. C.  |
| Pisakar (?)                   | 17 d. C.      | 35 d. C.  |
| Amanitaraqide                 | 35 d. C.      | 45 d. C.  |
| Amanitenmemide                | 45 d. C.      | 62 d. C.  |
| Reina Amanikhatashan          | 62 d. C.      | 85 d. C.  |
| Tarekeniwal                   | 85 d. C.      | 103 d. C. |
| Amanikhalika (?)              | 103 d. C.     | 108 d. C. |
| Aliteniesbekhe (?)            | 108 d. C.     | 132 d. C. |
| Aqrakamani (?)                | 132 d. C.     | 137 d. C. |
| Adeqetali (?)                 | 137 d. C.     | 146 d. C. |
| Takideamani                   | 146 d. C.     | 165 d. C. |
| …reqerem (?)                  | 165 d. C.     | 184 d. C. |
| (Rei desconegut)              | 184 d. C.     | 194 d. C. |
| Teritedakhatei (?)            | 194 d. C.     | 209 d. C. |
| Ariesbekhe                    | 209 d. C.     | 228 d. C. |
| Teritnide                     | 228 d. C.     | 246 d. C. |
| Aretnide                      | 246 d. C.     |           |
| Teqerideamani                 | 246 d. C.     | 266 d. C. |
| Tamelerdeamani (?)            | 266 d. C.     | 283 d. C. |
| Iebeskheamani (?)             | 283 d. C.     | 300 d. C. |
| Lakhideamani (?)              | 300 d. C.     | 308 d. C. |
| Maleqelabar (?)               | 308 d. C.     | 320 d. C. |